# Любовнянська височина
Любовня́нська височина (словац. Ľubovnianska vrchovina) — гірський масив на території Спиша в східній Словаччині, частина Східних Бескид.
Найвища точка — гора Еліашовка, 1023 м біля міста Стара Любовня.
Протікає річка Гранична.